# Leucolejeunea gradsteinii
Leucolejeunea gradsteinii là một loài Rêu trong họ Lejeuneaceae. Loài này được Grolle & Piippo mô tả khoa học đầu tiên năm 1990.